# Zygomycota

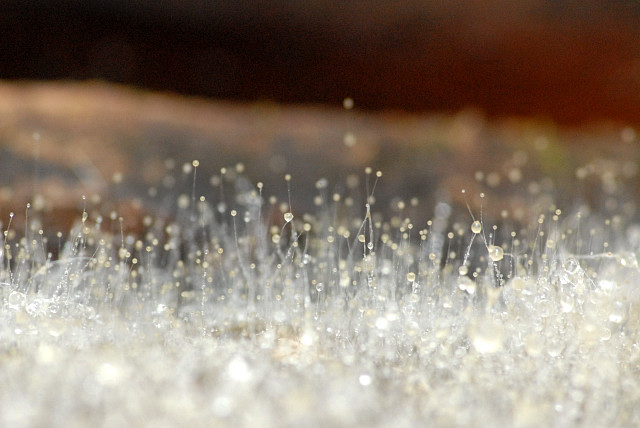
Mucor sp.

A divisão ou filo Zygomycota Moreau (grc. ζυγόν= jugo; μύκης= fungo) compreende todos os fungos que produzem zigósporos formados em zigosporângio de parede espessa, proveniente da conjugação de duas hifas haplóides. Também se reproduzem assexuadamente através de esporangiósporos, formados dentro de esporângios. Estudo molecular demonstra que o filo é polifilético, podendo ser dividido em vários filos no futuro. São fungos de conjugação, terrestres filamentosos que vivem no solo como decompositores ou parasitas de plantas, insetos e de outros animais. Apresentam hifas cenocíticas,  com septos normalmente encontrados somente em hifas que delimitam esporângios e gametângios, ou em partes mais velhas do micélio. Uma das espécies mais conhecidas é o Rhizopus stolonifer (bolor negro do pão). O grupo compreende cerca de 1065 espécies de fungos que se desenvolvem principalmente em material vegetal ou animal em decomposição. No Brasil são encontrados cerca de 165 espécies. O filo tem razoável número de estudiosos no exterior, com alguns grupos recebendo mais atenção que outros. No Brasil, faltam pesquisadores deste grupo, o que acarreta em um fraco conhecimento sobre a biodiversidade de fungos zigomicetos na maior parte das regiões do país.

## Reprodução
As hifas produzem enzimas que digerem a matéria orgânica do substrato fora da célula, que é então absorvida, permitindo o crescimento do micélio. As hifas reprodutoras crescem para fora do substrato e formam no ápice estruturas assexuadas denominadas esporângios que quando amadurecem (podendo mudar sua coloração) liberam esporos para o ar.
Os esporângios podem conter desde algumas dezenas (ou até menos que uma dezena) a várias centenas de esporos, que na maturidade formam massas secas e pulverulentas, permitindo sua dispersão pelo vento ou, quando molhados, por contato direto com diversos vetores.
A principal característica distintiva dos Zygomycota vem de sua reprodução sexuada: o zigósporo,estruturas de repouso produzido sexualmente formado como resultado de entre plasmogamia dos gametas que geralmente são iguais em tamanho. A fusão pode ocorrer entre gametângios de micélios de tipos diferentes (micélios heterotálicos, identificados como linhagem + e -), ou entre gametângios de um mesmo micélio (micélios homotálicos), dependendo da espécie considerada.
Zigósporos são típicos de Zygomycota. Eles muitas vezes são grandes, de paredes espessas, estruturas averrugadas com abundantes reservas lipídicas e são inadequados para a dispersão a longa distância, geralmente permanecem na posição em que foram formados e aguardam condições adequadas para o desenvolvimento. Os gametângios que se fundem para formar o zigósporo, ou também chamado de peixe, pode ser uninucleado ou multinucleado, e, correspondentemente, o zigósporo podem ter um, dois ou vários núcleos dentro de si.
O micélio é composto de vários tipos distintos de hifas haploides. Os estolões formam rizóides onde suas pontas entram em contato com o substrato. De cada um destes pontos um robusto e ereto ramo surge, o que é chamado de esporangióforo ("portador de esporângio"), porque ele produz um esporângio esférico no seu vértice. Cada esporângio começa como um inchaço, em que certo número de núcleos flui. O esporângio é eventualmente isolado pela formação de um septo. O protoplasma dentro é clivado e uma parede celular se forma em torno de cada um dos núcleos, produzidos assexuadamente, para formar esporos (esporangiósforos). Quando a parede do esporângio amadurece, torna-se preto, dando o molde de sua cor característica. Com o rompimento da parede do esporângio, os esporos são liberados, e cada esporo pode germinar para produzir um novo micélio, completando o ciclo assexuado. Os zigósporos muitas vezes permanecem latentes por longos períodos.
A reprodução sexual em R. stolonifer exige a presença de dois micélios fisiologicamente distintos, designados de linhagens + e -. Em qualquer caso, os gametângios se separam do resto do corpo fúngico pela formação de septos. As paredes entre os dois gametângios dissolvem e os dois protoplastos multinucleadas vêm juntos. Após a plasmogamia (fusão dos dois multinucleados gametângios) um par de núcleos e um zigosporângio de paredes espessas é produzido. No momento da germinação, o zigosporângio racha  e um esporangióforo emerge do zigósporo. A meiose ocorre no momento de germinação, de modo que os esporos produzidos assexuadamente no novo esporângio sejam haploides. Quando estes esporos germinam, o ciclo começa novamente.

## Classificação clássica
Classificações mais antigas dividem o filo Zygomycota em duas classes: Zygomycetes G. Winter 1880 e Trichomycetes. Dentro de Zygomycetes estão as ordens Mucorales, Dimargaritales, Kickxellales, Entomophthorales, Endogonales, Zoopagales, Mortierellales e Glomales (esta última foi retirada de Zygomycota e colocada em um filo próprio, Glomeromycota C. Walker & A. Schuessler). Na classe Trichomycetes estão as ordens Harpellales e Asellariales.

## Classificação mais recente
De acordo com classificações mais recentes, Zygomycota apresenta 10 ordens e 27 famílias, sendo  considerado um grupo polifilético que contém quatro subfilos: Entomophthoromycotina, Kickxellomycotina, Mucoromycotina e Zoopagomycotina. Na verdade, a classificação proposta por Hibbet e colaboradores não considera a existência do filo Zygomycota, colocando os quatro subfilos citados abaixo em posição incerta.
- Mucoromycotina Benny.:
  - Endogonales Moreau ex R.K. Benj.: Formam micorrizas com raízes de plantas e são saprófagos facultativos . Apresentam estruturas fruticosas típicas que contém zigósporos, chamadas esporocarpos. Exemplos: Endogone Link 1809, Peridiospora C.G. Wu & S.J. Lin 1997 e Sclerogone Warcup 1990.[2][3]
  - Mucorales Fr.: É a ordem com o maior número de espécies, e também a mais estudada e conhecida, formada por fungos tanto homotálicos como heterotálicos.[1] Apresentam crescimento rápido e são os saprófagos mais comuns encontrados no solo, em detritos orgânicos e no ar.[11] Espécies dessa ordem normalmente apresentam hifas cenocíticas, sendo os septos produzidos somente para a delimitação de esporângios, gametângios e hifas velhas. Algumas espécies existem também na forma de leveduras. Muitos membros desta ordem são patógenos oportunistas de seres humanos, podendo causar micoses cutâneas e subcutâneas, problemas respiratórios e gastrointestinais.[12] Exemplos: gêneros Mucor Fresen. 1850, Pilobolus Tode 1784 e Rhizopus Ehrenb. 1821.[2]
  - Mortierellales Caval.-Sm.: São fungos que possuem um micélio fino e delicado, com cheiro característico de alho. A reprodução assexuada é feita por meio de esporângios com um ou vários esporos.[11] Normalmente são encontrados no solo e em outros materiais como folhas e madeira. Exemplos: Mortierella Coem. 1863 e Dissophora Thaxt 1914.[2]

- Kickxellomycotina Benny:
  - Asellariales Manier ex Manier & Lichtw.: É uma pequena ordem, também inserida na classe Trichomycetes, que contém espécies de fungos parasitas de animais com hifas septadas, e que não apresentam zigósporos.[3] Exemplos: Gêneros Asellaria R. Poiss. 1932 e Orchesellaria Manier ex Manier & Lichtw. 1968.[2]
  - Kickxellales Kreisel ex R.K. Benj.: Formada por fungos com hifas septadas, saprófagos do solo, detritos e alguns são parasitas. Exemplos: os gêneros  Kickxella Coem. 1862 e Coemansia  Tiegh & G. Le Monn. 1873.[2]
  - Dimargaritales R.K. Benj.: Ordem formada por micoparasitas que produzem haustórios, e possuem hifas septadas. Produzem esporângios com apenas dois esporos.Exemplos: gênero Dimargaris Tiegh. 1875.[2]
  - Harpellales Lichtw. & Manier: Em classificações mais antigas, pertence à classe Trichomycetes. Possui esporos assexuais denominados tricósporos, esporos uninucleados localizados dentro de um esporângio alongado. Exemplos: Harpella L. Léger & Duboscq 1929 e Furculomyces Lichtw. & M.C. Williams 1992.[2]

- Entomophthoromycotina Humber:
  - Entomophthorales G. Winter: São patógenos de insetos e algumas vezes de humanos com imunidade debilitada, além de  parasitas de algas e plantas.[3][12] Algumas espécies são saprófagas e parasitas facultativos de diversos hospedeiros. Apresentam um micélio reduzido em comparação com os outros grupos, suas hifas podem ser septadas e sua reprodução assexuada é feita por meio de esporos, também chamados de conídios. Exemplos: gêneros Entomophthora Fresen. 1856, e Entomophaga Batko 1964.[2]

- Zoopagomycotina Benny:
  - Zoopagales Bessey & R.K. Benj.: Contém fungos endo- ou ectoparasitas de pequenos animais (como rotíferos e nematódeos) que produzem haustórios quando em contato com seus hospedeiros.[2] Exemplos: Zoopage Drechsler 1935, Syncephalis Tiegh. & G. Le monn. 1873 e Sigmoideomyces Thaxt. 1891.[2]

## Relações evolutivas com outros grupos de fungos
Atualmente não há um consenso sobre as relações evolutivas entre os membros do reino Fungi, principalmente quando se trata dos chamados fungos inferiores, Chytridiomycota M.J. Powell, phylum nov. e Zygomycota Moreau.  Com base no trabalho de Liu e colaboradores, supõe se que Zygomycota seja uma linhagem que divergiu cedo de Chytridiomycota, tomando uma posição basal aos filos Ascomycota Caval.-Sm. e Basidiomycota R.T. Moore na árvore evolutiva. Estes mesmos pesquisadores afirmam que os flagelos foram perdidos em apenas um único evento (considerando portanto Chytridiomycota como monofilético) e não em vários momentos independentes, como muitas vezes afirmado por outros pesquisadores, o que então colocaria os quitridiomicetos como um grupo parafilético.

## Metodologia de estudo

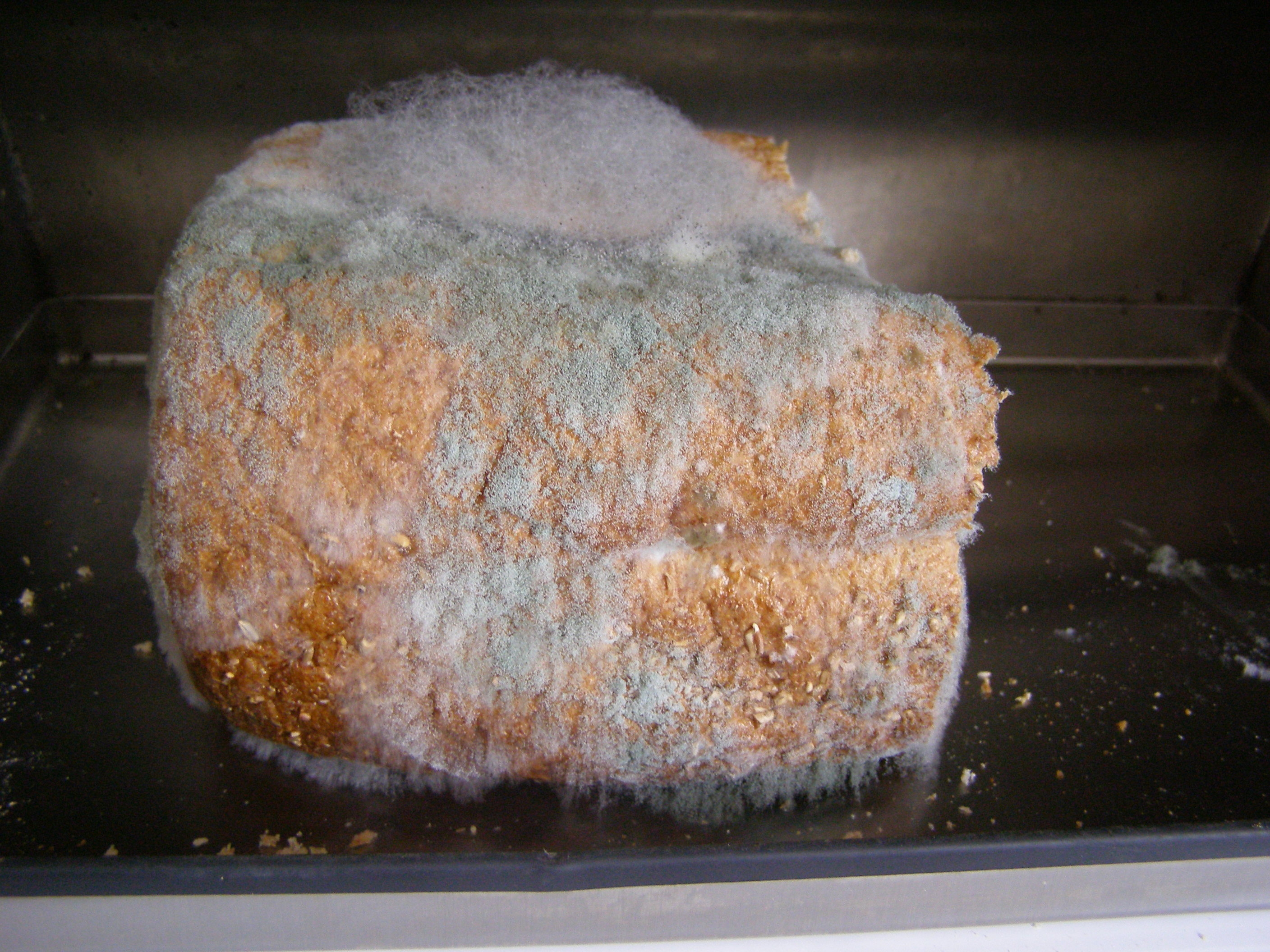
Zigomiceto crescendo sobre pão

Em termos gerais o cultivo em laboratório consiste na inoculação de esporos em um meio nutritivo, geralmente ágar a base de milho, malte ou outros, armazenado em temperatura ambiente. Em outros grupos, usam-se fezes de diferentes animais (desde cobras e sapos a cavalos) junto ao meio de cultivo, como em membros da ordem Entomophthorales e Mucorales (Pilobolaceae); em grupos parasitas (como muitos Zoopagales e Entomophthorales) o estudo é realizado diretamente em material coletado já exposto ao fungo; fungos que vivem no intestino de alguns insetos (Trichomycetes) são estudados da mesma forma. Em seu trabalho sobre doenças de zigomicetos em humanos, Ribes afirma que fungos da ordem Mucorales tem crescimento rápido em laboratório, podendo o micélio cobrir completamente a placa do meio de cultura em até 7 dias. Para a diagnose em doenças oportunistas de seres humanos, são usados diversos corantes aplicados sobre a amostra do tecido infectado, como PAS (Periodic Acid Schiff), GMS (Gomori Methenamine Silver Stain) e outros.

## Importância
Muitos zigomicetos são essenciais na ciclagem de matéria, decompondo detritos orgânicos e permitindo a reutilização de seus elementos por outros seres vivos. As endo-micorrizas, associações entre fungos da antiga ordem Glomales de Zygomycota (agora colocada em um filo separado, Glomeromycota) e raízes de plantas, fornecem maior superfície de absorção a estas e é possível que contribuam para resistência a patógenos de raízes. Alguns gêneros de Mucorales são produtores de substâncias importantes para o ser humano, como diversas enzimas, ácido lático e precursores de corticoides, como por exemplo o hormônio cortisona. Alguns membros das ordens Mucorales e Entomophthorales são causadores de doenças oportunistas em seres humanos, as quais podem apresentar complicações cutâneas, gastrointestinais e respiratórias; podem também invadir os vasos sanguíneos, destruindo-os. A transmissão destas doenças é normalmente feita pela inalação de esporos no ar. Entomophthorales possui também representantes parasitas de insetos, podendo ser potenciais pesticidas de artrópodes que atacam as lavouras (Evans & Hywel-Jones, 1997). Alguns zigomicetos são usados na produção de alimentos, como o “tempeh”, feito à base de grãos de soja, e bebidas alcoólicas à base de arroz.

## Forma de parasitismo

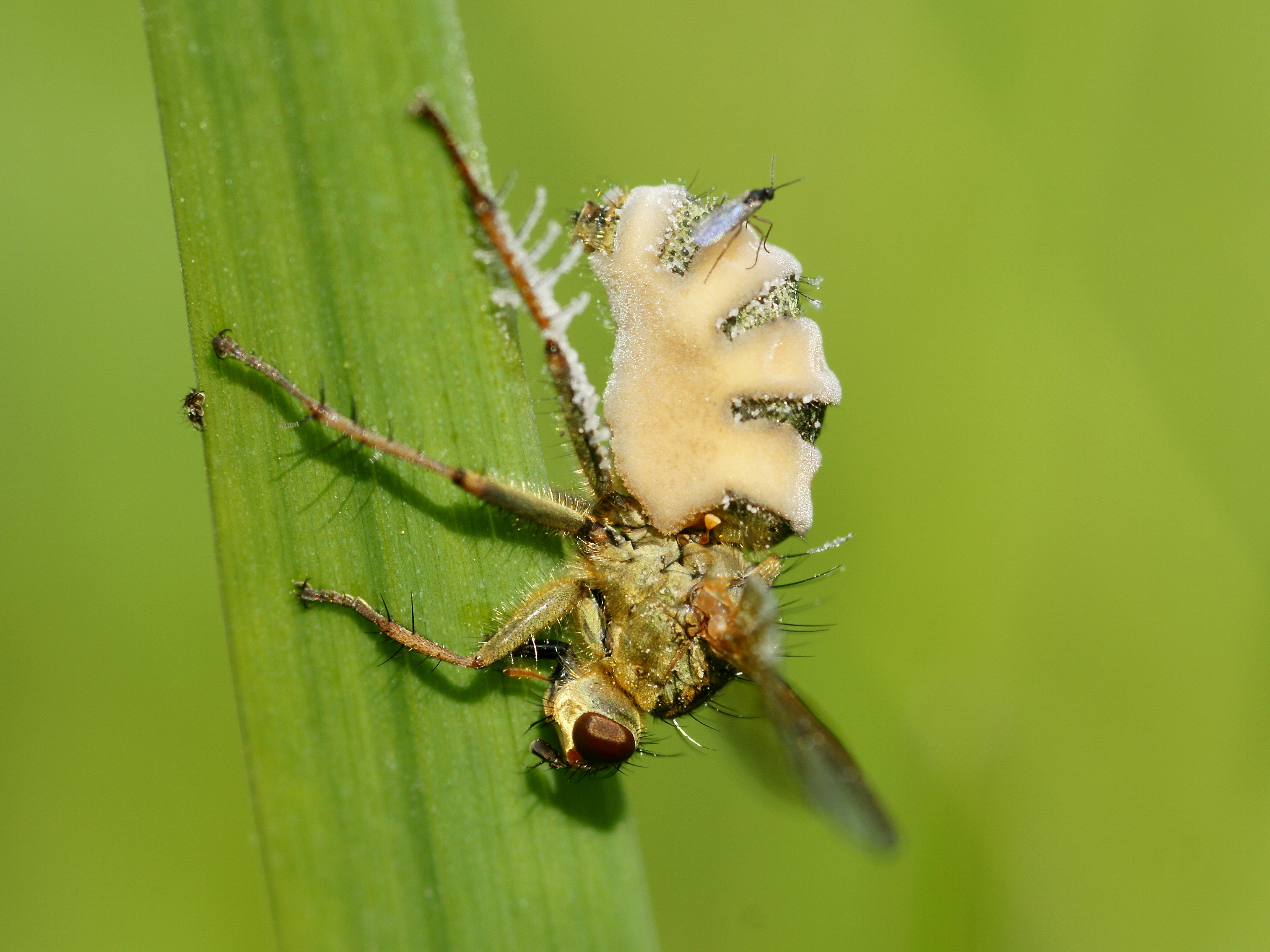
Zigomiceto crescendo para fora do corpo do seu hospedeiro

Assim como outros fungos parasitas de insetos, como alguns membros da ordem Entomophthorales, o zigomicete, vivendo dentro de seu hospedeiro gradualmente digere-no por dentro, até eventualmente matá-lo. Porém, ao contrário de outros parasitas de insetos, como alguns vírus e bactérias, que entram no hospedeiro via ingestão de material contaminado, os fungos seguem outro caminho: seus esporos, quando em contato com seu hospedeiro, fixam-se firmemente à parede do corpo dele, germinando e liberando enzimas, que digerem seu exoesqueleto quitinoso, permitindo a sua entrada. Após seu desenvolvimento e maturação, o parasita mata seu hospedeiro, e começa a formar estruturas reprodutivas que se projetam para fora do corpo do inseto. Em alguns casos, o crescimento micelial após a morte do hospedeiro é tão abundante que o micélio cobre o cadáver por completo.